# 1857-es gazdasági válság
Az 1857-es gazdasági válság az Amerikai Egyesült Államokból kiinduló, első világméretű gazdasági válság volt. Mivel Samuel Morse 1844-ben feltalálta a távírót, a válság gyorsan elterjedt az Egyesült Államokban. Az 1850-es évekre a világgazdaság egyre jobban összekapcsolódott, így az 1857-es pánik volt az első világméretű gazdasági válság. 1844-ben Nagy-Britanniában a Palmerston-kormány kijátszotta a Bank Charter Act 1844-es törvényének előírásait, amely arany- és ezüsttartalékokat követelt meg a forgalomban lévő pénzmennyiség fedezésére. Ennek a kijátszásnak a felszínre kerülő híre váltotta ki a pánikot Nagy-Britanniában.
Az 1857 szeptemberében kezdődő pénzügyi visszaesés nem tartott sokáig, de igazi fellendülés csak az amerikai polgárháború kitörésekor, 1861-ben következett be. 1857 szeptemberében az SS Central America elsüllyedése is hozzájárult a pánikhoz, mivel a New York-i bankok egy nagyon szükséges aranyszállítmányra vártak. Az Ohio Life Insurance and Trust Company csődje után a pénzügyi pánik gyorsan terjedt, mivel a vállalkozások csődbe mentek, a vasúti ipar pénzügyi visszaesést tapasztalt, és több százezer munkást bocsátottak el.
Mivel az 1857-es pánikot közvetlenül megelőző évek virágzóak voltak, sok bank, kereskedő és farmer élt a lehetőséggel, hogy kockázatot vállaljon befektetéseivel, és amint a piaci árak zuhanni kezdtek, gyorsan kezdték megtapasztalni a pénzügyi pánik hatásait. Az amerikai bankok csak a polgárháború után álltak talpra.

## Háttér
Az 1850-es évek elején az Egyesült Államokban nagy gazdasági fellendülés volt tapasztalható, amelyet a kaliforniai aranylázban bányászott nagy mennyiségű arany serkentett, ami jelentősen megnövelte a pénzkészletet. Az 1850-es évek közepére a bányászott arany mennyisége csökkenni kezdett, ami a nyugati bankárokat és befektetőket óvatosságra késztette. A keleti bankok óvatossá váltak az USA keleti részén nyújtott hiteleikkel, sőt egyesek még a nyugati bankok által kibocsátott papírpénzek elfogadását is megtagadták.
Az amerikai Legfelsőbb Bíróság 1857 márciusában döntött a Dred Scott kontra Sandford ügyben. Miután a rabszolga Dred Scott a szabadságáért perelt, Roger Taney főbíró úgy döntött, hogy Scott nem állampolgár, mert fekete volt, és így nem volt joga perelni a bíróságon. Taney a Missouri-kompromisszumot is alkotmányellenesnek nevezte, és kimondta, hogy a szövetségi kormány nem tilthatja meg a rabszolgaságot az amerikai területeken. A döntés jelentős hatással volt a nyugati területek fejlődésére. Nem sokkal a döntés után "politikai harc kezdődött a "szabad föld" és a rabszolgaság között a területeken".
A Missouri-kompromisszum vonalától északra fekvő nyugati területek mostantól nyitva álltak a rabszolgaság elterjedése előtt, aminek nyilvánvalóan drasztikus pénzügyi és politikai hatásai lettek volna: "A kansasi földvásárlási utalványok és a nyugati vasúti értékpapírok árai kissé csökkentek közvetlenül a március eleji Dred Scott-döntés után." A vasúti értékpapíroknak ez az ingadozása bizonyította, hogy "a jövőbeli területekkel kapcsolatos politikai hírek adták meg a hangot a föld- és vasúti értékpapírpiacokon".
1857 előtt a vasúti ipar fellendült a nyugatra, különösen Kansasba irányuló nagyarányú népvándorlásnak köszönhetően. A nagy emberáradat jövedelmező iparággá tette a vasutat, és a bankok nagy összegű kölcsönöket kezdtek nyújtani a vasúttársaságoknak. Sok társaság soha nem jutott túl a papíron létező vasúttársaságok szintjén, és soha nem rendelkeztek a valódi vasút működtetéséhez szükséges fizikai eszközökkel. A vasúti részvények árai összességében részvénybuborékot kezdtek kialakítani, és a vasúti részvényekbe egyre több spekulatív szereplő lépett be, ami tovább súlyosbította a buborékot. Eközben a Dred Scott-döntés bizonytalanságot okozott a vasutaknak általában véve.
A marxista válságelmélet szerint ez a válság a  a tőkés társadalom periodikus túltermelési válságainak sorába tartozott.

### Kortárs újságok
- "Commercial Affairs" New York Daily Times, August 28, 1857
- "A New Tariff" New York Daily Times, February 4, 1857